# Taichang
El emperador del reinado Taichang ("Gran paz y prosperidad") (chino: 泰昌, pinyin: Táichàng; Pekín, 28 de agosto de 1582 del calendario juliano (7 de septiembre de 1582 del calendario gregoriano)-26 de septiembre de 1620) fue el decimocuarto soberano de la dinastía Ming en el imperio chino, que reinó solamente un mes en 1620.
Fue hijo del emperador Wanli y de la concubina (después emperatriz) Wang. Heredero menospreciado por su padre, quien prefería a un hermano menor, hijo de la concubina Cheng, creció en un mundo de intrigas cortesanas y estuvo a punto de ser excluido de la sucesión. A poco de ascender al trono cayó gravemente enfermo y cuando un ministro le dio una píldora “maravillosa” y desterró a su concubina favorita, Li, se debilitó y murió. Los rumores atribuyeron su fallecimiento a un envenenamiento provocado por la dama Cheng y sus amigos. 
Fue casado con la emperatriz Guo (fallecida en 1613), que no le dio hijos, y con la emperatriz Wang (fallecida en 1619), madre de su hijo y sucesor Chu Yujiao, el emperador del reinado Tianqi. También tuvo dos consortes, la concubina principal Li y la consorte Liu (fallecida en 1615 y proclamada emperatriz póstumamente por su hijo, el emperador del reinado Chengzhong). Fue padre de 15 hijos. Recibió el nombre póstumo de Guangzong (“Antepasado lustroso”). 
| Predecesor: Wanli | Emperador de China 1620 | Sucesor: Tianqi |

- Datos: Q10065
- Multimedia: Taichang Emperor / Q10065